# 江津区
江津区（こうしんく）は中華人民共和国重慶市に位置する市轄区。

## 歴史
1992年8月4日、江津県より江津市に昇格、2006年10月22日に重慶市江津区へと改編され現在に至る。

## 行政区画
下部に5街道、25鎮を管轄する。
- 街道
  - 聖泉街道、几江街道、徳感街道、双福街道、鼎山街道
- 鎮
  - 油渓鎮、呉灘鎮、石門鎮、朱楊鎮、石蟆鎮、永興鎮、塘河鎮、白沙鎮、竜華鎮、李市鎮、慈雲鎮、蔡家鎮、中山鎮、嘉平鎮、柏林鎮、先鋒鎮、珞璜鎮、賈嗣鎮、夏壩鎮、西湖鎮、杜市鎮、広興鎮、四面山鎮、支坪鎮、四屏鎮

## 教育

### 大学
- 重慶交通大学（中国語版） 双福校区
- 中国人民解放軍第三軍医大学 江津校区
- 重慶交通職業学院
- 重慶電訊職業学院
- 重慶公共運輸職業学院
- 重慶工程職業技術学院
- 重慶航天職業学院
- 重慶能源職業学院
- 重慶城市建設職業学院
- 重慶医薬高等専科学校

## 交通

### 鉄道

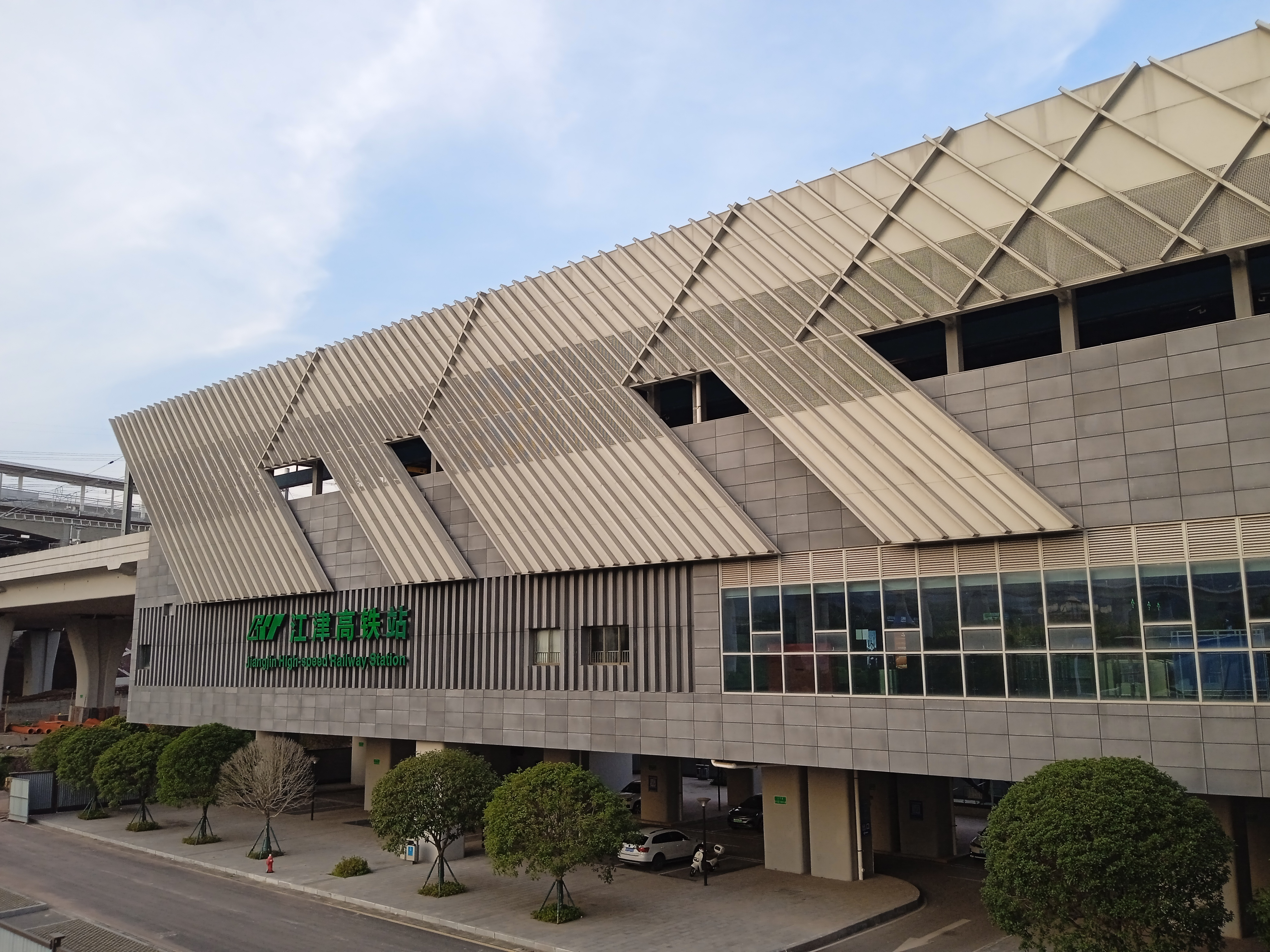
江跳線と渝昆高速鉄道の乗換駅である江津高鉄駅/江津北駅

- 渝昆高速鉄道
  - 江津北駅
- 渝貴線
  - 珞璜南駅
- 成渝線
- 川黔線
- 重慶東環線（中国語版）
- 重慶軌道交通
  - 江跳線

### 道路
- 高速道路
  -  成渝環状高速道路
  -  重慶環状高速道路（中国語版）
  -  重慶都市圏環線高速道路（中国語版）
  -  渝瀘高速道路（中国語版）
  -  江習高速道路（中国語版）
  -  合津高速道路（中国語版）
- 国道
  - G210国道
  - G212国道
  - G348国道（中国語版）

## 名所・旧跡・観光スポット
- 四面山（中国語版）（中華人民共和国国家級風景名勝区）
- 中山古墳（中国語版）

## 健康・医療・衛生
- 江津区中心医院
- 江津区中医院
- 江津区第二人民医院
- 江津区婦幼保健院

## 姉妹都市・提携都市
- 宮崎県都城市